# Ferenc Csik
Ferenc Csik (Hungría, 12 de diciembre de 1913-29 de marzo de 1945) fue un nadador húngaro especializado en pruebas de estilo libre, donde consiguió ser campeón olímpico en 1936 en los 100 metros.

## Carrera deportiva
En los Juegos Olímpicos de Berlín 1936 ganó la medalla de oro en los 100 metros estilo libre con un tiempo de 57.6 segundos, por delante de los japoneses Masanori Yusa (plata con 57.9 segundos) y Shigeo Arai (bronce con 58.0 segundos); y también ganó la medalla de bronce en los relevos de 4x200 metros estilo libre, tras Japón y Estados Unidos.